# Benilton Bezerra Jr.
Benilton Bezerra Jr. é um médico brasileiro, professor adjunto no Instituto de Medicina Social da Universidade do Estado do Rio de Janeiro, membro da direção da ONG Casa da Árvore. Benilton tem se dedicado à pesquisa sobre as Ciências do Mental e identidades culturais.

## Biografia
Benilton é graduado em Direito e em Medicina, Mestrado em Medicina Social pela Universidade do Estado do Rio de Janeiro e possui doutorado em Saúde Coletiva pela mesma universidade.